# Десмет, Ханне
Ха́нне Десме́т (нидерл. Hanne Desmet; род. 26 октября 1996, Вилрейк, Фламандский регион) — бельгийская шорт-трекистка, бронзовый призёр Олимпийских игр 2022 года, чемпионка мира 2025 года, серебряный призёр чемпионата мира 2021 года.

## Биография
Ханне Десмет с раннего детства каталась на коньках в качестве хобби со своей семьёй на ледовом катке в Леесте, недалеко от Мехелена. Когда её мать, Габи Декмин, которая работает учителем в Мехелене, узнала, что в Вилрейке есть клуб шорт-трека, то отправила младшего брата Ханны Стейна Десмета заниматься этим видом спорта. Ханне изначально занималась гимнастикой, но глядя на своего брата, который с 10 лет тренировался в шорт-треке, также занялась этим видом спорта в возрасте 12 лет в клубе Ice Racing Team Antarctica в Вилрейке.
Ханне и её брат в раннем детстве потеряли отца, поэтому мать их воспитывала одна и поддерживать учёбу и занятия спортом было тяжело. Однако Стейн и Ханне получили некоторую помощь от Sport Vlaanderen и BOIC. Свой первый титул она завоевала на чемпионате Бельгии среди юниоров в 2009 году, выиграв 1-е место, а на следующий год повторила этот результат, став двукратной чемпионкой страны. В общей сложности с 2009 по 2015 год она пять раз выигрывала юниорские чемпионаты страны.
В 2012 году Питер Гизель собрал вокруг себя группу подростков в надежде однажды привести их на Олимпийские игры. Ханне и её брат переехали в Хасселт для полноценных тренировок.
В 2016 году Десмет вошла в состав национальной сборной и участвовала как на юниорском чемпионате мира, так и на взрослом уровне на чемпионатах мира и Европы. В 2018 году Десмет стала чемпионкой Бельгии по многоборью, выиграв все отдельные дистанции. Во время чемпионата Европы в Дордрехте  она выиграла суперфинал на 3000 м, но в общем зачёте осталась на 5-м месте, а на чемпионате мира в Софии в многоборье заняла 10-е место.
В декабре 2020 года она была вынуждена сняться с финала на дистанции 1000 м на Международном Кубке по приглашению в Херенвене, из-за травмы спины. Она боролась с травмой с сентября 2020 года. В январе 2021 года из-за травмы спины не успела восстановиться и на европейском первенстве в польском Гданьске поднялась на 19-е место, следом на чемпионате мира в Дордрехте на дистанции 1000 м выиграла серебряную медаль и в абсолютном зачёте стала 5-й.
С 2018 года Ханне Десмет получила крупный спортивный контракт от Sport Vlaanderen и вместе с братом Стейном проходят обучение вместе со сборной Нидерландов и национальным тренером Йеруном Оттером в голландском Херенвене, готовясь к Олимпиаде в Пекине, а также тренируется в спарринге с Сюзанной Схюлтинг, набираясь опыта, её тренировки включают силовые упражнения и велоспорт.
Начало сезона 2021/22 годов было прервано сотрясением мозга и проблемой в вестибулярной системе [внутреннем ухе], которая повлияла на её равновесие.
На Олимпийских играх в Пекине завоевала бронзовую медаль на дистанции 1000 метров. Это первая в истории олимпийская награда для шорт-трекистов Бельгии.
На чемпионате мира 2025 года в Пекине впервые в карьере стала чемпионкой мира на дистанции 1000 метров. 

## Награды
- 2015 год — приз за спортивные заслуги в Вилрейке.